# Кастел Мороне
Кастѐл Моро̀не (на италиански: Castel Morrone) е малко градче и община в Южна Италия, провинция Казерта, регион Кампания. Разположено е на 251 m надморска височина. Населението на общината е 3982 души (към 2010 г.).